# 托拉斯 (卡斯特利翁省)
托拉斯，是西班牙瓦伦西亚自治区卡斯特利翁省的一个市镇。总面积17平方公里，总人口238人（2001年），人口密度14人/平方公里。